# Bisdom Ribe

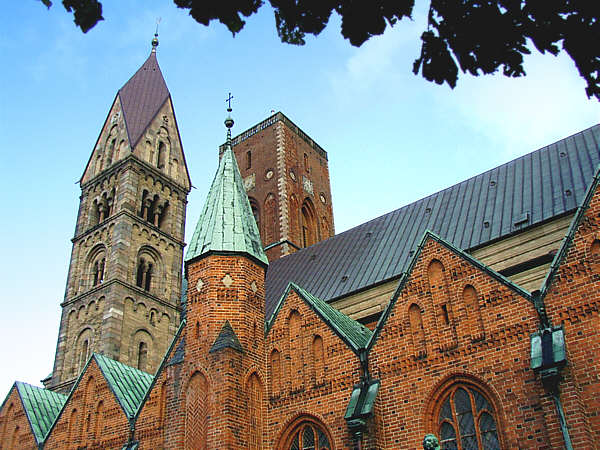
de Dom van Ribe

Het bisdom Ribe (Deens: Ribe Stift) is een bisdom van de Deense Volkskerk in Denemarken. Het bisdom omvat een groot deel van Zuid-Jutland. Belangrijkste kerk is de domkerk van Ribe.

## Statistieken bisdom
- 213 parochies/kerkdistricten
- 8 proosdijen

## Proosdijen
- Grene Provsti
- Malt Provsti
- Ribe Domprovsti
- Ringkøbing Provsti
- Skads Provsti
- Skjern Provsti
- Tønder Provsti
- Varde Provsti

De proosdijen zijn verder onderverdeeld in sogns (parochies), zie Lijst van parochies in het bisdom Ribe.